# 约法会议

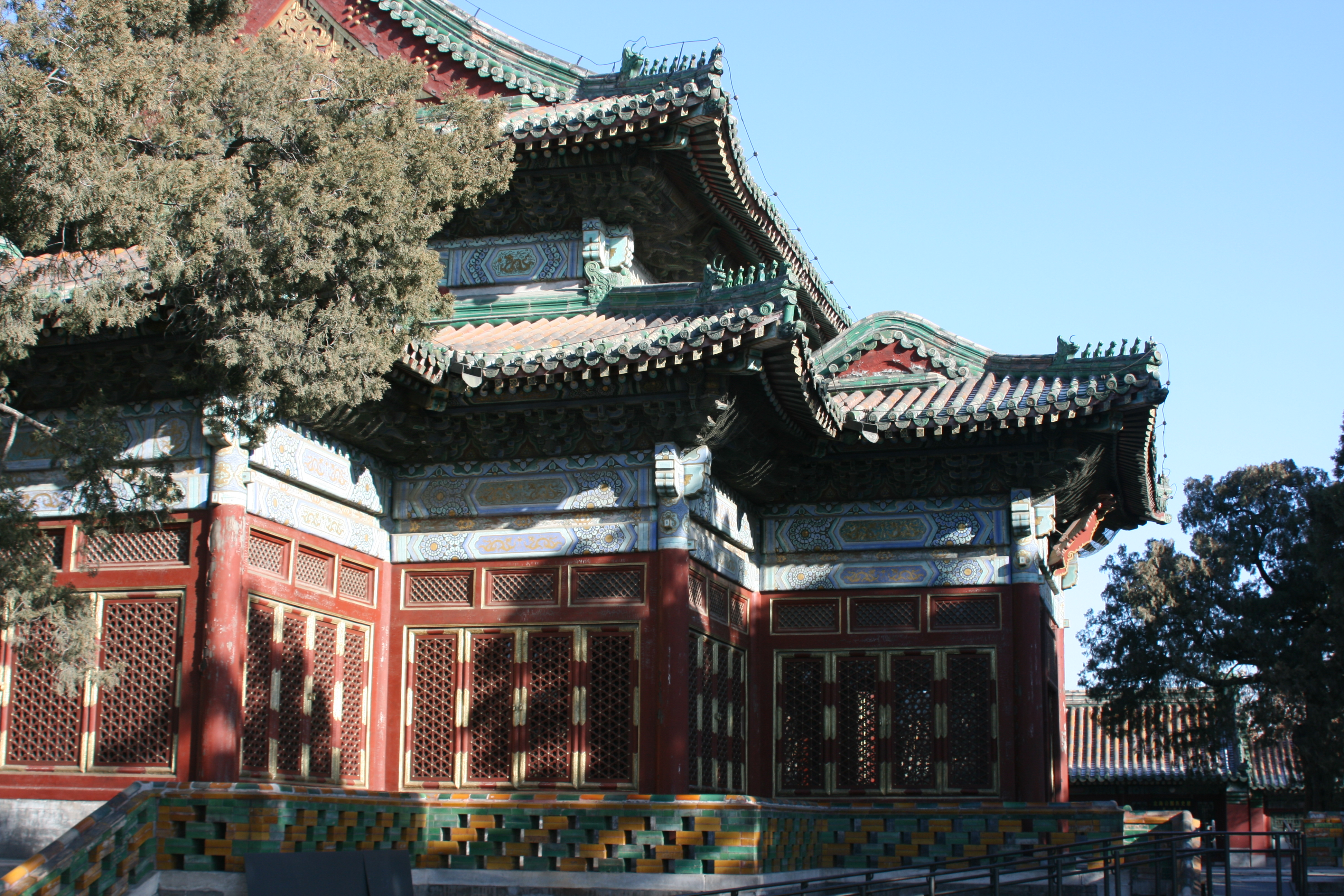
北海团城承光殿。在迁离象坊桥议场（即原国会参议院议场）后，这里成为约法会议团城议场。

约法会议是1914年至1915年中华民国召开的一个旨在制定《中华民国约法》及其他相关法律法规的会议。

## 经过
本会议依据1914年1月26日大总统袁世凯公布的《约法会议组织条例》成立。本会议的议员依据1914年1月29日大总统袁世凯公布的《约法会议议员选举程序施行细则》选出。会议于1914年3月18日至1915年3月18日召开。会议产生《中华民国约法》后即行闭会。《中华民国约法》于1914年5月1日由大总统袁世凯公布。

## 议员
- 议长：孙毓筠
- 副议长：施愚
- 议员：
  - 京师选出者：邓镕、宝熙、黎渊、程树德
  - 直隶选出者：王劭廉、李榘
  - 奉天选出者：袁金铠、陈瀛洲
  - 吉林选出者：齐耀珊、徐鼐霖（1914年4月2日到会）
  - 黑龙江选出者：秋桐豫（1914年4月2日到会）、施愚
  - 江苏选出者：庄蕴宽、马良
  - 安徽选出者：孙毓筠、王揖唐
  - 江西选出者：赵惟熙、李盛铎
  - 浙江选出者：朱文劭、邵章（1914年3月26日到会）
  - 福建选出者：严复、王世澂
  - 湖北选出者：刘心源（1914年3月23日到会，1914年8月解职）、张国溶（1914年8月解职）、陈仪（1914年8月25日到会，因张国溶解职改选）、胡璧城（1914年8月25日到会，因刘心源解职改选）
  - 湖南选出者：夏寿田、舒禮鑑（1914年3月21日到会）
  - 山东选出者：柯劭忞（1914年4月25日到会）、王丕煦（1914年9月解职）、景耀月（1914年9月10日到会，因王丕煦解职改选）
  - 河南选出者：王祖同、王印川
  - 山西选出者：贾耕、田应璜
  - 陕西选出者：汪涵、王恒晋
  - 甘肃选出者：顧鼇（1914年奉任命兼本会议秘书长）、秦望澜
  - 新疆选出者：王学曾、王樹枏（1914年3月20日到会）
  - 四川选出者：傅增湘、曾彝进
  - 广东选出者：梁士诒、龙建章（1914年3月26日到会，1914年9月解职）、凌福彭（1914年9月1日到会，因龙建章出缺改选）
  - 广西选出者：张其锽、关冕钧
  - 云南选出者：严天骏、胡商彝（1914年4月14日到会）
  - 贵州选出者：任可澄（1914年5月11日到会）、陈国祥（1914年4月22日到会）
  - 蒙藏青选出者：那彦图、齐默特色木丕勒（1914年4月3日到会）、阿旺根敦、棍布札布、噶拉增、江曲达结、许世英（1914年6月解职）、钱能训（1914年6月解职）、恩华（1914年6月5日到会，因许世英解职改选）、巴哈布（1914年6月6日到会，因钱能训解职改选）
  - 全国商会联合会选出者：冯麟霈、向瑞琨（1914年3月20日到会）、李湛阳（1914年3月20日到会）、張振勳（未报到）[3][1]

## 秘书厅
- 秘书长：王式通、顧鼇
- 秘书：范熙壬、林步随、沈宝昌、叶鸿绩、陶瑢、张智远、聂开基
- 科长及以下：（略，详见《约法会议记录》）

## 出版物
- 约法会议秘书厅编，约法会议纪录，北京：约法会议秘书厅，1915年